# Afuste Foster

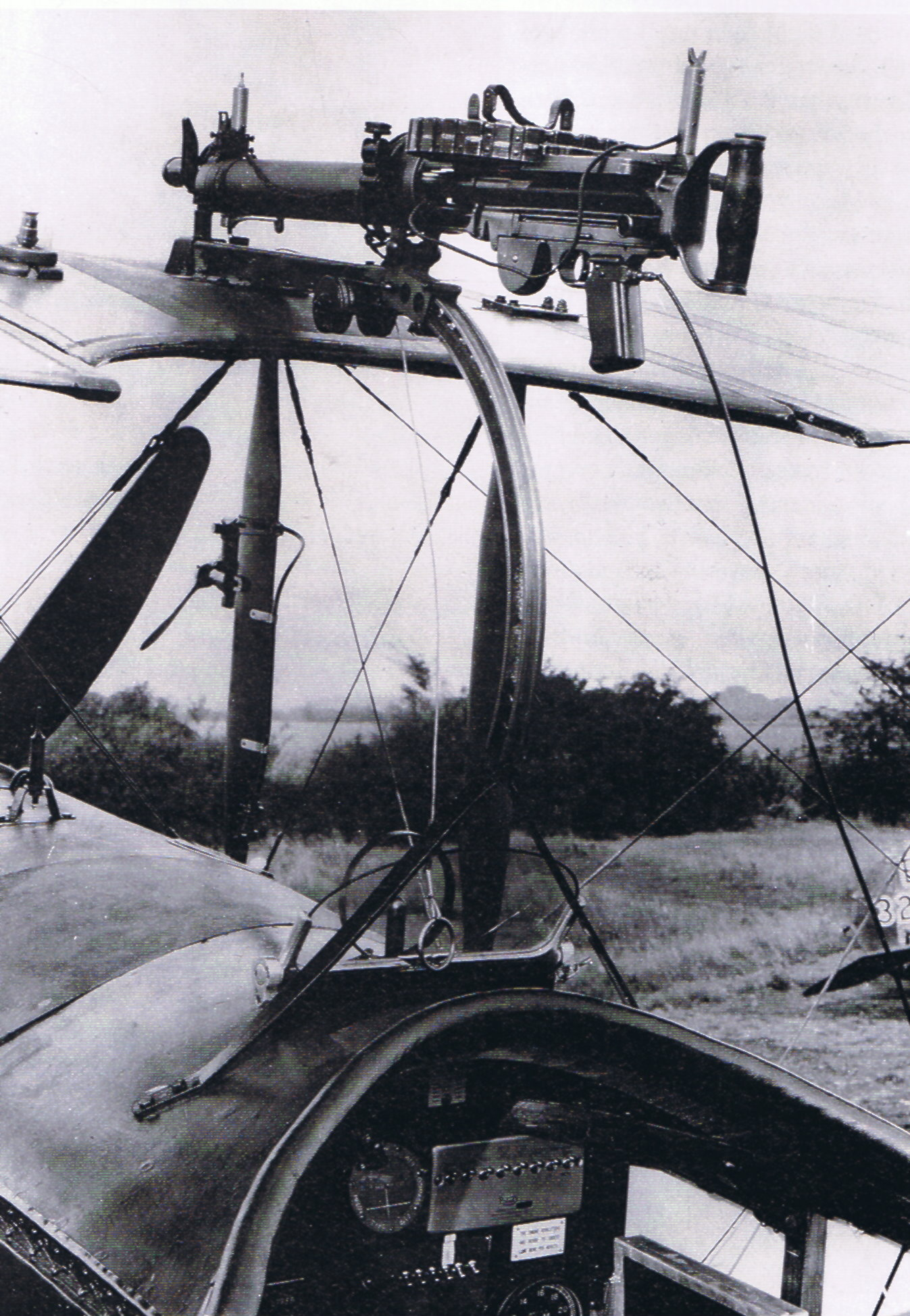
Una Lewis montada sobre afuste Foster, instalado en un caza nocturno Avro 504K.

El afuste Foster era un tipo de afuste para ametralladoras, empleado en algunos cazas biplanos del Royal Flying Corps durante la Primera Guerra Mundial antes de la introducción del mecanismo sincronizador e inclusive después de ésta. Fue diseñado para permitir que una ametralladora (en la práctica, una ametralladora Lewis) dispare por encima, en lugar de a través del arco de la hélice en movimiento. Tuvo diversas formas al ser instalado en distintos aviones, pero todos tenían en común un riel en I con forma de cuadrante sobre el cual se deslizaba la ametralladora hacia atrás y adelante. Su principal propósito era facilitar la recarga de la ametralladora, pero algunos pilotos también descubrieron que el afuste permitía disparar la ametralladora hacia arriba o en ángulo, pudiendo atacar un caza enemigo desde abajo.

## Trasfondo
Antes de la amplia disponibilidad de un mecanismo sincronizador fiable, se probaron varios métodos para montar una ametralladora en una posición desde la cual pudiese disparar sobre antes que a través del arco de la hélice. Incluso después de que estuviesen disponibles mecanismos sincronizadores bastante fiables para ametralladoras que disparaban a cerrojo cerrado, como la ametralladora Vickers, existían motivos para evitar la sincronización. Incluso los mejores mecanismos sincronizadores podían fallar y era muy peligroso disparar balas incendiarias o explosivas a través del arco de la hélice. Algunas ametralladoras, como la Lewis, no eran adecuadas para sincronizarse. Una alternativa era disparar sobre la hélice, especialmente en el caso de los biplanos, donde la estructura del ala superior formaba una base adecuada. Una desventaja era que tal instalación era menos robusta que una en la parte delantera del fuselaje, con la precisión de la ametralladora a largo alcance siendo afectada por la vibración. Sin embargo, la principal dificultad era el acceso del piloto o artillero al cajón de mecanismos de la ametralladora, para recargarla, así como para desbloquearla.
Los primigenios afustes para una ametralladora Lewis en el ala superior de un avión de reconocimiento ligero eran fijos, aceptándole la dificultad de acceder al cajón de mecanismos o que el piloto tuviese que ponerse de pie (en algunos casos sobre su asiento) para alcanzar la ametralladora y recargarla. Era preferible un afuste con bisagras que permitía inclinar la ametralladora hacia atrás y abajo, para que el piloto pudiese recargarla estando sentado, con varias versiones de tales afustes permitiendo que las ametralladoras Lewis o Hotchkiss M1909 de los cazas franceses Nieuport 11 derriben cazas alemanes Fokker Eindecker a inicios de 1916. Usualmente, dos bisagras eran instaladas en un afuste de pedestal que sostenía el cajón de mecanismos de la ametralladora. Cuando esta era inclinada hacia atrás, el tambor vacío podía retirarse tirando de este en lugar de levantarlo, mientras que la segunda bisagra hacía descender el cajón de mecanismos de la Lewis en la cabina. Diversos mecanismos de muelles metálicos o cuerdas elásticas ayudaban al piloto a reponer la ametralladora en posición de disparo. Las ametralladoras Lewis montadas en las alas superiores fueron una medida provisional en los escuadrones franceses, siendo rápidamente reemplazadas por ametralladoras Vickers sincronizadas. Por otra parte, los pilotos británicos tenían diversos motivos para conservar las Lewis montadas en las alas superiores de sus cazas Nieuport.      

## A bordo de cazas Nieuport

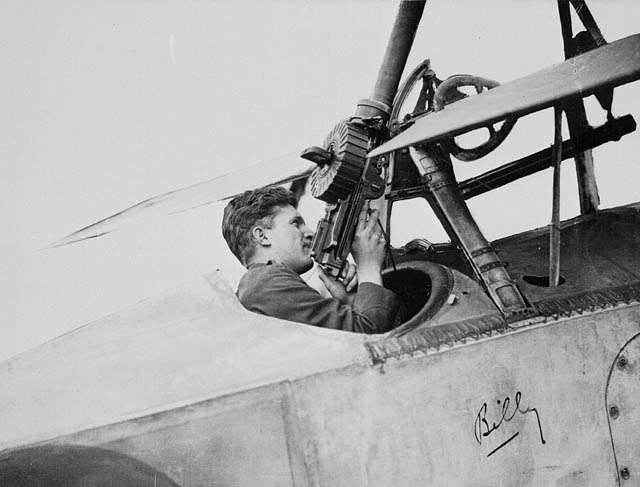
"Billy" Bishop demuestra como usar un afuste Foster para disparar hacia arriba. El "cuadrante" del afuste puede verse debajo del cañón de la ametralladora.

A comienzos de 1916, el Sargento Foster del Escuadrón n.º 11 del RFC mejoró el afuste francés con bisagras para la Lewis del ala superior de un Nieuport 11 o 16, reemplazando la complicada bisagra doble del afuste francés con un riel en I en forma de cuadrante. Este riel se volvió la característica de todos los afustes "Foster" posteriores, permitiendo que el cajón de mecanismos de la ametralladora se deslice hacia atrás y abajo en un solo movimiento, situándolo convenientemente delante del piloto y facilitando su recarga o desbloqueo.
El afuste también permitía disparar la Lewis en ángulo y hacia arriba, para atacar un avión enemigo desde abajo y atrás: una táctica predilecta de varios "ases", incluso Albert Ball. El afuste Schräge Musik empleado por los cazas nocturnos alemanes de la Segunda Guerra Mundial tenía el mismo principio básico. Cuando se disparaba hacia adelante, el gatillo de la Lewis era controlado mediante un cable Bowden (véase la ilustración al inicio del artículo); cuando se disparaba hacia arriba, el pistolete era empuñado por el piloto (como se aprecia en la imagen de esta sección).
Algunos pilotos se quejaban de que los cuadrantes se torcían o rompían cuando eran sometidos a la tosca y torpe manipulación inevitable en un combate aéreo, con algunos de ellos empleando cuerda elástica para reemplazar o complementar el muelle plano que ayudaba a retornar la ametralladora a su posición de disparo frontal. Sin embargo, en general el afuste fue muy exitoso; y para los escuadrones del RFC equipados con cazas Nieuport era preferible antes que los poco fiables sincronizadores mecánicos. Quedó en servicio con los británicos en los posteriores Nieuport 17 y Nieuport 24, aunque es evidente un cierto refuerzo del cuadrante en las fotografías.    

## A bordo del S.E.5
Debido a la disposición diferente de las alas y el fuselaje, la adaptación del afuste en el S.E.5a no fue tan sencilla. La versión "S.E.5" del afuste requería un riel cuadrante mucho más largo y robusto. Cuando el S.E. fue equipado con un motor más potente, elevando la línea del fuselaje y el borde del arco de la hélice, fue necesario elevar el afuste a la misma altura, para asegurarse que la línea de disparo pasaba encima de la hélice. Mientras Albert Ball continuaba empleando la técnica de disparar hacia arriba en algunas de sus últimas victorias, otros pilotos resaltaron la gran habilidad y puntería necesarios para tener éxito con esta maniobra a bordo de un S.E.5. Varios pilotos también observaron las dificultades de recargar con rapidez la ametralladora, especialmente en medio de un combate aéreo.
En lugar de ser equipado con un reemplazo de la ametralladora sincronizada, la Lewis montada sobre afuste Foster del S.E.5 era un complemento de la primera. Las dos ametralladoras eran normalmente empleadas juntas, ambas siendo apuntadas mediante una mira Aldis, lo que implicaba un cierto grado de convergencia; pero en otros aspectos, esta disposición de armamentos era poco menos que idónea. Se tomó en consideración el reemplazo del armamento "híbrido" del S.E.5 con dos ametralladoras (ya sean dos Vickers sincronizadas o dos Lewis sobre afuste Foster), pero se calculó que la sección central del ala superior tendría que reforzarse para soportar el retroceso y la vibración producidos por dos Lewis disparando al mismo tiempo. Las versiones para dos ametralladoras del mecanismo sincronizador hidráulico C.C. no estuvieron disponibles hasta fines de 1917 y los primeros ejemplares fueron requeridos para reemplazar al inferior mecanismo Sopwith-Kauper empleado en los primeros Sopwith Camel, por lo que el armamento del S.E.5 continuó siendo el mismo durante su producción. En los S.E.5 empleados por unidades de entrenamiento avanzado en 1918, el afuste Foster demostró ser adaptable para instalar la fotoametralladora Hythe, una de las primeras de su tipo. Así se evitaban los reflejos de la hélice en rotación que podrían interferir en las imágenes tomadas por una fotoametralladora montada en el morro.

## A bordo del Sopwith Camel
El 2F.1, la variante embarcada del Sopwith Camel, iba armada con una ametralladora Lewis montada sobre el ala superior, principalmente como arma antidirigible. Como la adaptación de cualquier tipo de afuste Foster a un Sopwith Camel no era factible, se desarrolló un afuste especial cuya designación oficial era "Montaje de ala superior del Almirantazgo", que pasó a ser el afuste estándar del 2F.1.
Para eliminar el fogonazo de las ametralladoras montadas en el morro, el cual podía cegar momentáneamente a un piloto por la noche, algunos de los F.1 Camel empleados como cazas nocturnos fueron modificados para instalarles afustes Foster. Las posiciones del asiento del piloto y el tanque de combustible principal fueron intercambiadas, alejando al piloto del ala superior. Se le instalaron dos afustes Foster, con sus rieles cuadrantes sostenidos por un soporte especial tipo "portería", o simplemente por una cruceta entre ellos.

## Otros tipos e instalaciones experimentales

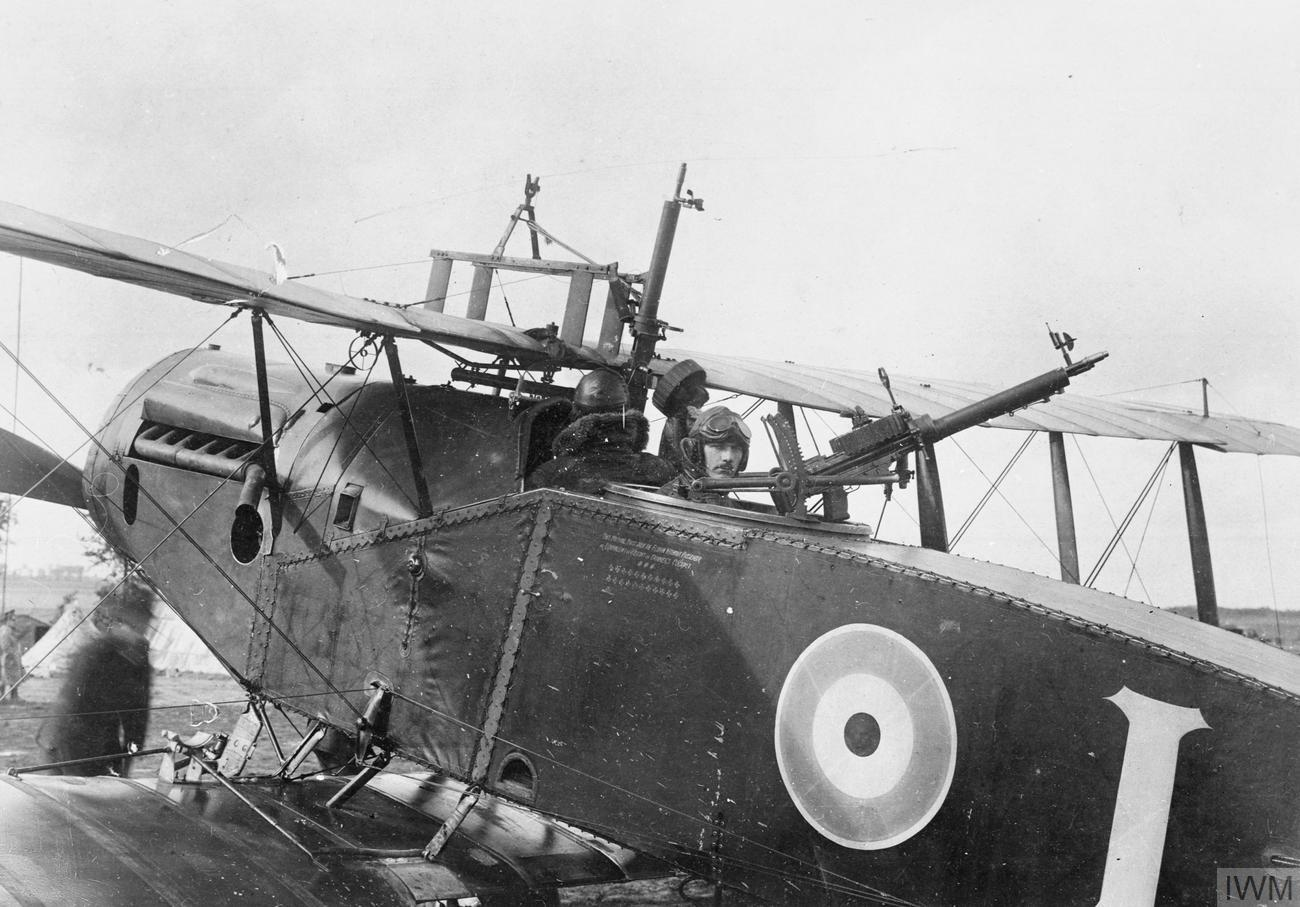
Intento de adaptar un afuste Foster en un Bristol F.2b.

El nombre informal "Sopwith Comic" también fue aplicado a un Sopwith 1½ Strutter con modificación de campaña empleado por algunos escuadrones de defensa metropolitanos. La cabina fue movida detrás de las alas, mientras que una o dos Lewis, ya sea montadas sobre afuste Foster o fijadas para disparar hacia arriba, reemplazaban a la Vickers sincronizada.
La versión de caza nocturno del Avro 504K también estaba armada con una Lewis montada sobre un afuste Foster tipo "S.E 5a modificado" (véase la imagen al inicio del artículo). Este avión tenía un espacio mucho más grande entre el fuselaje y el ala superior que los otros aviones equipados con este afuste, por lo que debió ser muy complicado de usar. A bordo del B.E.12b, destinado como caza nocturno, las ametralladoras Lewis iban montadas sobre el ala superior en afustes improvisados, inclusive uno que se parecía a los afustes de doble bisagra originales de los primeros Nieuport franceses.
Los intentos de instalar una o dos ametralladoras Lewis montadas sobre afuste Foster en el Bristol F.2 Fighter no tuvieron éxito. Entre otros problemas, el afuste producía interferencia con la brújula, que iba montada en el borde de fuga del ala superior. Este problema persistió, incluso cuando el afuste era montado a estribor.